# ليوبولد ايهارتس
ليوبولد ايهارتس (بالفرنسية: Léopold Eyharts)‏ (و. 1957 – م) رائد فضاء من فرنسا. ولد في بياريتز.

## ريادة الفضاء
شارك في المهمات الفضائية:
- البعثة 16
- Soyuz TM-27
- STS-123
- STS-122
- Soyuz TM-26.

## التعليم
تعلم في School of the Air

## جوائز
حصل على جوائز منها:
- ضابط وسام جوقة الشرف[1]
- Order of Courage
- Medal "For Merit in Space Exploration"
- Order of Friendship
- فارس وسام الاستحقاق الوطني[1]
- فارس وسام جوقة الشرف.